# Partido Comunista (Congreso Extraordinario)
El Partido Comunista (Congreso Extraordinario) (PCCE), registrado como Partido Comunista Auténtico es un partido comunista de extrema izquierda de Argentina, de orientación Marxista-Leninista e integrante de la base de apoyo a la política Cristina Kirchner. Su nombre proviene del momento de su fundación, entre los días 1 y 2 de diciembre de 1996, cuando se realizó el Congreso Extraordinario del Partido Comunista de la Argentina, a consecuencia de una disputa interna en el PCA entre la conducción del Comité Central y un sector importante de la base militante con epicentro en el Regional La Plata, Berisso y Ensenada (provincia de Buenos Aires). Aquella discusión derivó en una masiva expulsión de militantes disconformes con la conducción de Patricio Echegaray y, posteriormente, en un llamamiento a un Congreso Extraordinario no avalado por el Comité Central del Partido Comunista.

## Historia

### Origen
Desde fines de los años 90, el Partido Comunista de Argentina comenzó a tener fuerte disputas internas por la conducción del Comité Central, y diferencias en la visión sobre la estrategia política que debería tomar el partido tras la caída del bloque soviético. Una de esas discusiones terminó en una nueva fracción. En diciembre de 1996, un grupo de militantes del Partido Comunista, opuestos a Patricio Echegaray, realizaron un Congreso Extraordinario, a consecuencia de una disputa interna contra la conducción del Comité Central. Aquella discusión derivó en una masiva expulsión de militantes del partido, que, posteriormente, decidieron formar un nuevo partido, apodado "Partido Comunista (Congreso Extraordinario)" en referencia al Congreso Extraordinario que marcó la fracción.

### Objetivos, línea política y diferencias con el Partido Comunista
El objetivo último del PCCE, manifestado por sus militantes y dirigentes, es la instalación de un sistema socialista y comunista en Argentina, derivado de un proceso de liberación nacional y social. Como medio para alcanzar tal fin, el PCCE propone la línea del Frente de Liberación Nacional y Social (FLNS), línea política aprobada en el histórico XVI Congreso del Partido Comunista celebrado en 1986, y heredera de la tradición comunista a nivel mundial de los Frentes Populares. En ese sentido, el PCCE ha formado parte de diferentes frentes y confluencias sociales, sindicales, y políticas de diverso peso en el escenario político argentino.
No obstante, las líneas políticas diferenciadas en cuanto a posición política e ideológica, y definiéndose siempre como una parte de los comunistas, el PCCE plantea una instancia de confluencia con la militancia del Partido Comunista, siempre y cuando se respeten las diferencias entre las distintas líneas de pensamiento marxista-leninistas y se ponga el acento en la unidad popular (unidad con sectores progresistas, de centro-izquierda, socialdemócratas, etc., con el fin inmediato de derrotar a la oligarquía local y comenzar a desarrollar el FLNS) más que en la unidad con la izquierda trotskista, como planteó en su momento el Partido Comunista al unirse al Movimiento Socialista de los Trabajadores en Izquierda Unida.
Considera como uno de los pasos para avanzar en el desarrollo de un Frente de Liberación Nacional y Social es la conformación de un Partido Comunista a través de la unidad de los comunistas del PCA, del PCCE, de aquellos que han abandonado el activismo político y con la sumatoria de futuros militantes, además de la construcción frentista con otras fuerzas de izquierda y progresistas.

El PCCE se proclama defensor del marxismo-leninismo en Argentina y lo reivindica como doctrina política para los comunistas. Dentro del debate por la historia del comunismo argentino, el PCCE reivindica a las figuras más emblemáticas del PCA como Victorio Codovilla, Rodolfo Ghioldi y Jorge Calvo. A su vez, reconoce errores del pasado y defiende la línea político-ideológica heredada de Congresos claves en la historia del PCA como el VIII Congreso, celebrado en 1928; el XI Congreso, celebrado en 1946; o el XVI Congreso, celebrado en 1986.

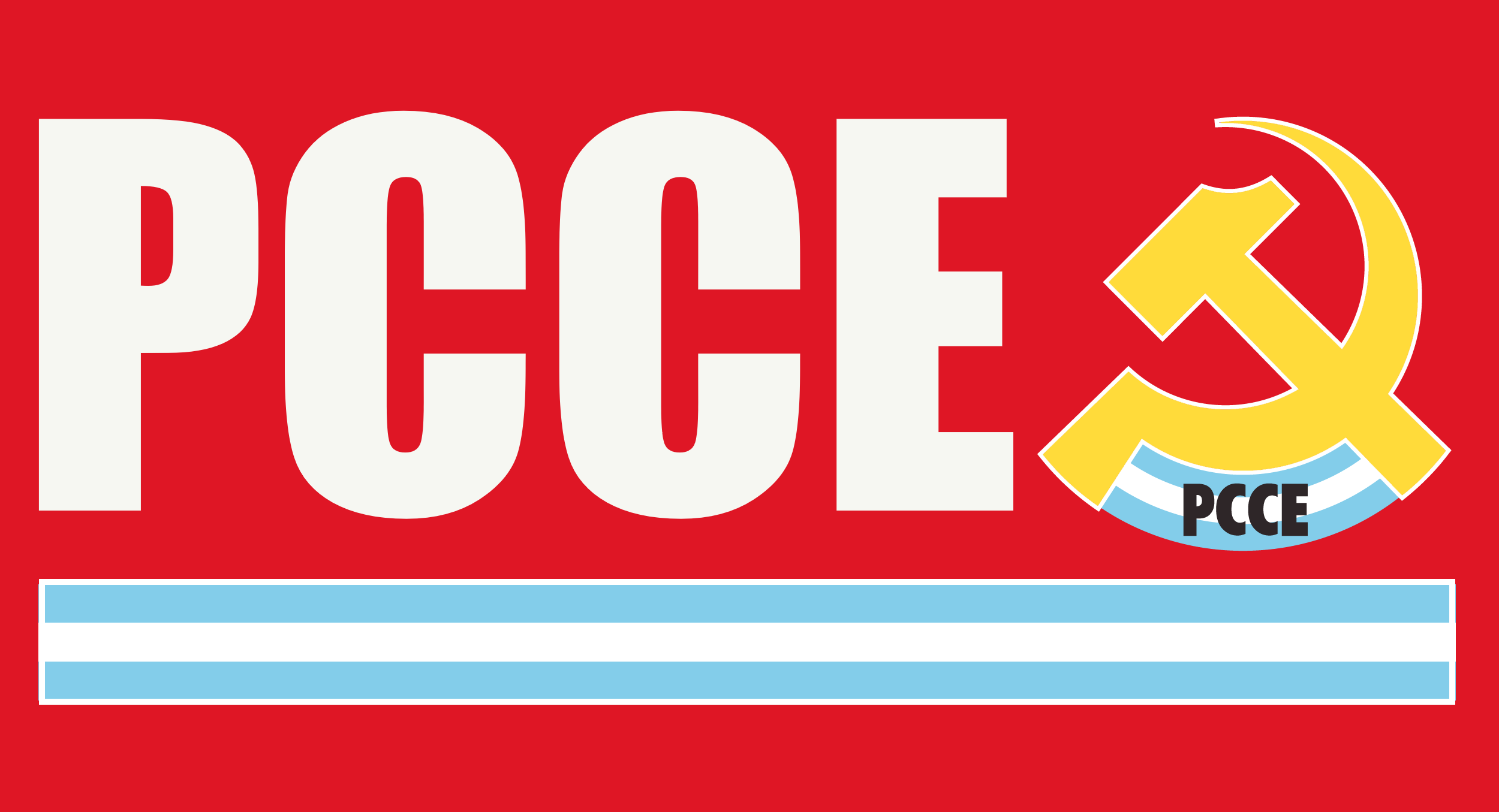
Bandera del Partido Comunista (Congreso Extraordinario).

Al PCCE se lo suele vincular en el ámbito de la izquierda argentina como defensor del proceso político abierto por los gobiernos de Néstor Kirchner y Cristina Fernández de Kirchner. Por otro lado, el PCCE ha participado en la fundación y en el primer año del Movimiento Libres del Sur, que en sus inicios se vinculó a los Kirchner pero luego rompió filas y se tornó a la oposición de centro-izquierda, liderada por el Frente Amplio Progresista.
El PCCE también ha ingresando en el Frente Transversal Nacional y Popular liderado por Edgardo Depetri, del que ya no participa, así como también de una naciente coalición de organizaciones sociales, partidos políticos e intendentes de procedencia transversal. Muchos se hallan dentro del sector que apoya a C. Kirchner, pero éstos no están vinculados al PCCE ya que algunos son opositores al comunismo, razón por la cual este espacio sigue en constantes disputas internas y en la actualidad continúa innominado, habiendo nacido bajo la consigna «El país que queremos, la fuerza que necesitamos» y llamado por los comunistas como Espacio de Unidad Popular o Mesa de Unidad Popular. Desde 2005 a la fecha, el partido sigue formando la base de apoyo del gobierno encabezado por Cristina Fernández de Kirchner, apoyo que ha quedado expresado en la concurrencia de sus militantes al acto realizado por quienes siguen a C. F. Kirchner para recordar cada aniversario de la elección que llevó a Néstor Kirchner al gobierno en el 2003.
El 27 de abril de 2012 numerosas organizaciones políticas y sociales confluyeron en un masivo acto en el estadio del Club Atlético Vélez Sarsfield, en el barrio porteño de Liniers. Bajo el lema "Unidos y Organizados" se plantearon los próximos pasos en el camino de la unidad política de la militancia de C. Kirchner, en apoyo y defensa del gobierno de la entonces presidenta Cristina Fernández de Kirchner. El PCCE formó parte de aquella convocatoria y es miembro fundador del frente Unidos y Organizados, que desde ese momento unifica a un sector mayoritario de la militancia nacional y popular.

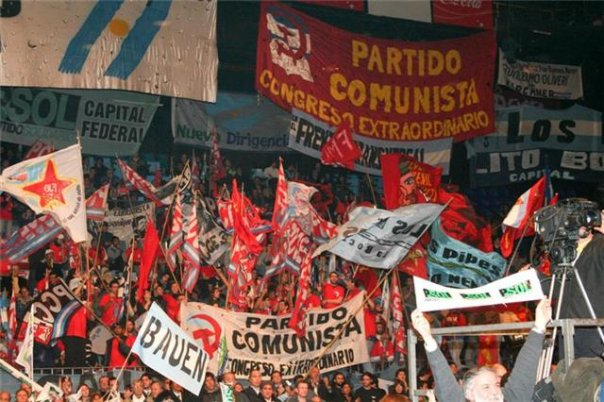
Columna del PCCE y la FJC-CE en el acto de cierre de campaña del Encuentro Popular para la Victoria, el 22 de junio de 2009.

El PCCE mantiene una estructuración actual en desarrollo, dada su corta existencia y su base militante. Sustenta su organización y disciplina partidaria en la Declaración de Principios aprobada por el Comité Central del PCA en el estatuto del 21 de diciembre de 1985, que proclama que «[...] La dimensión de la lucha histórica por la liberación nacional, el socialismo y el comunismo exige que el Partido, en materia de organización, se rija por las normas del centralismo democrático», metodología clásica de los partidos comunistas creada por Lenin.
Su rama vinculada a la juventud es la Federación Juvenil Comunista (Congreso Extraordinario) (FJC-CE), que cuenta con presencia tanto en el plano sindical como en el estudiantil (secundario, terciario y universitario). En este último sector, se destaca el rol universitario actual de la FJC-CE, donde conduce la Federación Universitaria de Entre Ríos (FUER) junto a la Juventud Universitaria Peronista (JUP), así como la conducción de las secretarías generales de la Federación Universitaria de Buenos Aires (FUBA) y de la Federación Universitaria Argentina (FUA).
Su rama sindical, anteriormente llamada Corriente Nacional Agustín Tosco (CoNAT), en la actualidad llamada Corriente Sindical de Liberación.
Su principal órgano de difusión es el periódico Nuestra Palabra, nombre heredado de la histórica prensa del PCA en momentos de su máxima expansión. Otra publicación periódica es la revista Raíces Latinoamericanas, de carácter teórico y más vinculada al debate político en su profundidad.

### El PCCE en las elecciones
El partido debutó en las elecciones presidenciales de Argentina de 1999 dentro del Frente de Resistencia, que junto a la Corriente Patria Libre, presentaron como candidatos a Jorge Reyna y Gabriel Moccia. La fórmula obtuvo 54.800 y quedó en el séptimo puesto.
Para 2000 formaría parte del Polo Social, un espacio que surgió contra las políticas neoliberales del gobierno de Fernando De la Rúa. Con dicho espacio, participó de las elecciones legislativas de Argentina de 2001 donde obtuvo 578.554, superando a Izquierda Unida, ocupando el cuarto lugar, dicho espacio obtuvo cuatro bancas.
En 2003, en las elecciones presidenciales de Argentina de 2003 el partido no formó ningún frente electoral, decidió no presentarse a las elecciones, ni tampoco respaldar a ningún candidato. El balotaje de dichas elecciones no se realizó porque Menem finalmente se bajó y Néstor Kirchner se transformó en el ganador.
En 2005, el PCCE adhirió a la propuesta frentista que lanzaron algunos dirigentes transversales, pero ante su fracaso decidieron llamar abiertamente a votar al Frente por la Victoria, despegando en sus prensas fotos de Cristina Fernández y Rafael Bielsa. Se dio comienzo allí, al inicio del ingreso del PCCE a las bases de apoyo al kirchnerismo.
Para 2007 el partido decide apoyar la candidatura de Cristina Kirchner en las elecciones presidenciales de 2007.
El PCCE se presentó a las elecciones de octubre de 2011 apoyando a la candidatura del Frente Para la Victoria de Cristina Fernández de Kirchner, que se alzó con más del 54% de los votos y revalidó el mandato de la presidenta. En dicho año se presentaron a las elecciones legislativas, llevando como candidato a legislador de la Ciudad de Buenos Aires a su dirigente porteño, Braulio Silva.
En 2015, tras 10 años en el Frente para la Victoria, el PCCE, volvió a apoyar una candidatura de este, para las elecciones presidenciales de 2015, llevando como candidato a Daniel Scioli como presidente, un candidato muy cuestionado por el resto de la izquierda argentina. Estas elecciones serían las primeras que el kirchnerismo perdería, desde su llegada a la presidencia, en 2003.

### Actualidad

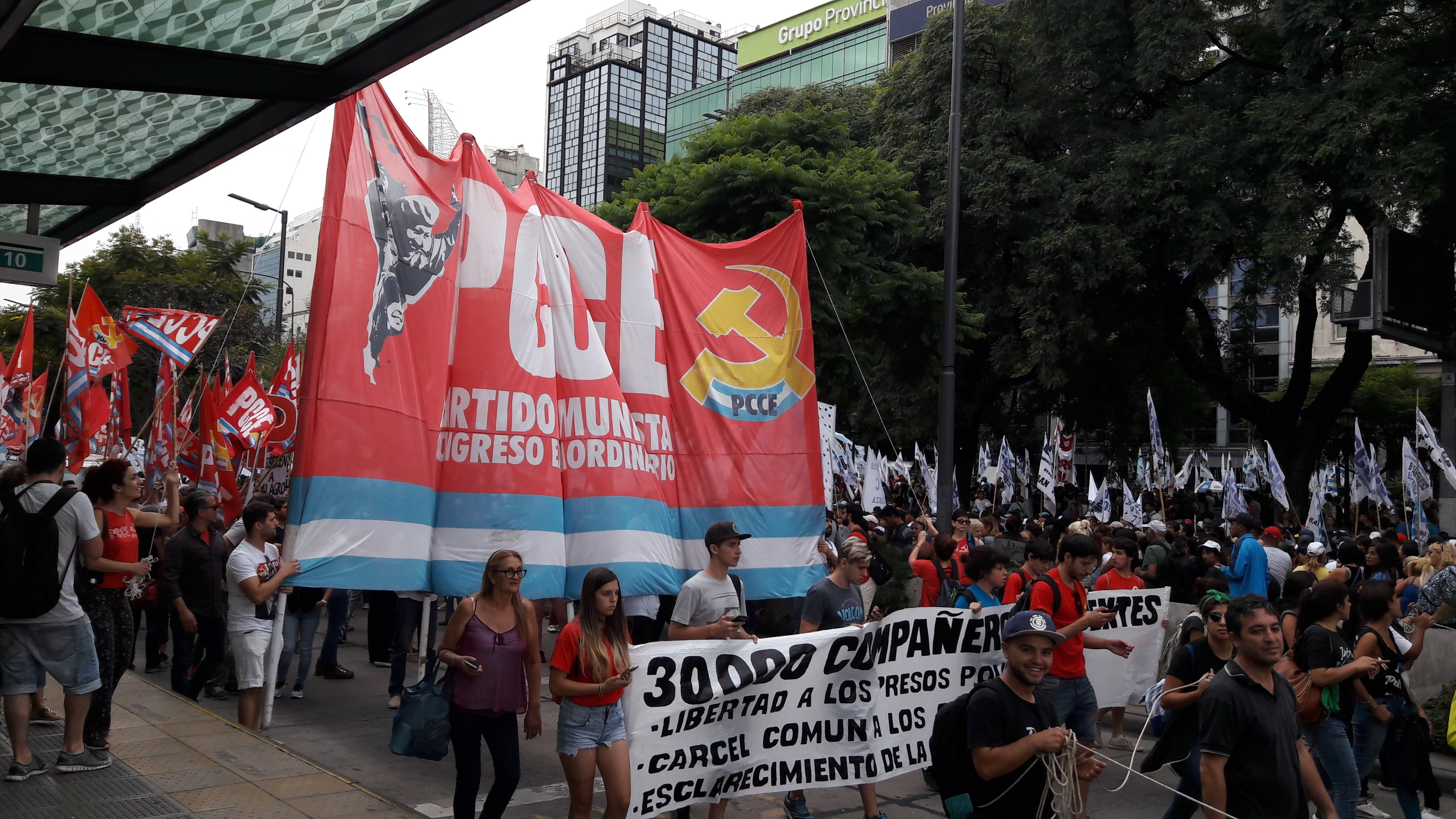
Manifestantes del PCCE participan en Buenos Aires en el 42° aniversario del golpe de Estado de 1976.

El 29 de abril de 2013 falleció a la edad de 75 años, su Secretario General y fundador, Jorge Pereyra, quien además había sido nombrado recientemente en la Jefatura de Gabinete como director general de Enlace Parlamentario en la Secretaría de Relaciones Parlamentarias. A Jorge lo reemplazaría su hijo, Pablo Pereyra, en el cargo de Secretario general del partido.
Un mes después de su muerte, la presidenta Cristina Fernández de Kirchner recordó al dirigente del PCCE, diciendo que conocía a la familia Pereyra de toda la vida, además explicó y recordó que en el golpe de 1976 los militares fueron por Pereyra a su casa y “como Jorge no estaba, se llevaron a su padre preso, que estuvo más de un año detenido”.
En noviembre de 2016 el PCCE presentó en el Instituto Patria el libro “Jorge Pereyra. Soy y seré hijo del Partido”, con el que homenajea y recoge el pensamiento de su exsecretario general y uno de los destacados dirigentes marxistas-leninistas del país. El encuentro contó en el panel con la presencia del dirigente del Frente para la Victoria Carlos López, el diputado nacional por la misma fuerza y secretario general de La Cámpora, Andrés Larroque, el intendente de Avellaneda, Jorge Ferraresi, y el hijo y actual secretario general del PCCE, Pablo Pereyra. Además, Teresa Parodi fue la encargada de ofrecer las palabras de bienvenida.
El PCCE no posee casi personería política, esto le impide presentarse a las elecciones en muchas regiones del país, sin embargo es desde 2005 parte de la base de apoyo al kirchnerismo, lo que le ha permitido presentar candidatos dentro de esta alianza. En 2017, el partido, participó de la formación de la alianza Unidad Ciudadana, junto al Frente Grande, Partido de la Victoria, Kolina, Alianza Compromiso Federal, Movimiento Nacional Alfonsinista, Nuevo Encuentro, Partido Solidario, Unidad Socialista para la Victoria y el Partido de la Concentración Forja, con el objetivo de apoyar la candidatura de Cristina Fernández de Kirchner para las elecciones legislativas de este mismo año.
El partido volvió a presentar, tal como en 2011, a Braulio Silva como candidato a legislador en las elecciones legislativas en la Ciudad de Buenos Aires.

## Secretarios generales
| N.º | Secretario           | Secretario    | Mandato                | Mandato             |
| N.º | Secretario           | Secretario    | Inicio                 | Fin                 |
| --- | -------------------- | ------------- | ---------------------- | ------------------- |
| 1   | Bandera de Argentina | Jorge Pereyra | 2 de diciembre de 1996 | 29 de abril de 2013 |
| 2   | Bandera de Argentina | Pablo Pereyra | 29 de abril de 2013    | En el cargo         |

## Elecciones

### Elecciones presidenciales
|  | 0,29 % |

|  | 45,28 % |

|  | 54,11 % |

|  | 37,08 % |

|  | 48,66 % |

|  | 48,24 % |